# 岩上安身
岩上 安身（いわかみ やすみ 1959年（昭和34年）8月18日 - ）は、日本のフリージャーナリスト、ノンフィクション作家、浅井企画所属のタレント。Independent Web Journal（通称「IWJ」）代表。

## 来歴・人物
公式サイトにて
東京都豊島区出身。早稲田実業学校高等部普通科、早稲田大学社会科学部卒業。1983年（昭和58年）に大学卒業後、情報センター出版局に入社、編集者となる。退職後、週刊誌記者を経て、1987年（昭和62年）よりフリーとなった。芸能事務所浅井企画にも所属している。
『月刊現代』、『文藝春秋』、『週刊ポスト』、『週刊現代』、『週刊文春』、『Sports Graphic Number』、『中央公論』、『別冊宝島』など各誌にルポルタージュを寄稿。
1989年（平成元年）から1994年（平成6年）まで6年間かけて旧ソ連・東欧圏を取材し、1996年（平成8年）にソビエト連邦の崩壊とロシアの民主化の実相を描いた『あらかじめ裏切られた革命』（講談社）を出版。同年、同書で第18回講談社ノンフィクション賞を受賞。
テレビのドキュメンタリー番組のリポーターやコメンテーターも務める。2000年（平成12年）10月からフジテレビ系『情報プレゼンター とくダネ!』のレギュラーコメンテーター（〜2011年（平成23年）6月）。2006年（平成18年）4月から関西テレビ『スーパーニュースアンカー』の金曜日レギュラーコメンテーター（〜2007年（平成19年）9月）。TBSラジオ『アクセス』(終了)、ニッポン放送『ごごばん！』、文化放送『夕やけ寺ちゃん、活動中』など、ラジオでも、ニュース解説のコメンテーターを務める。
取材・執筆対象は、政治、国際関係、経済、事件、医療・社会保障問題、思想・宗教問題、家族問題、文化、スポーツなど。90年代後半からは、人口問題、少子高齢化問題と経済・社会とのかかわりについて、長期的な取材、執筆、発言を続けており、近年は、政権交代とともに、日本の政治中枢への取材を精力的に行う。
Ustreamを活動拠点とする株式会社「IWJ（インディペンデント・ウェブ・ジャーナル）」を設立し、東京電力福島第一原子力発電所事故以降、市民中継員などのボランティアを登用した報道を展開している。支援者からのカンパを主な収益源としている。

## 主張・発言
- 北村滋について「外交・安全保障の素人に過ぎない北村滋氏が、こんな重責を任されるのは、日本の安全保障のトップは国内の監視と締め付けだけしていればいいという判断あってのことだろう。国民の大量監視のために、米国のNSA本部におうかがいを立てに行った男に、戦略もなく、日本の安全保障を委ねる。何のために？」と発言している[4]。
- 2017年10月、知事時代の橋下徹が幹部職員を自殺に追い込んだなどとする第三者のツイート（投稿）を1回、リツイート。その後削除したが、橋下は「パワーハラスメントをする人物だという印象を与えた」として、同年12月に岩上を提訴。岩上に慰謝料など110万円の損害賠償を求めた訴訟の判決で、大阪地裁末永雅之裁判長はリツイートについて「投稿に賛同する表現行為」として、名誉毀損に当たると判断し、2019年9月12日、岩上に33万円の支払いを命じた[5][6]。この判決に対し、岩上及びリツイートスラップ訴訟岩上安身氏弁護団（団長梓澤和幸）は岩上が代表を務めるIWJの公式HPを通して、橋下徹から名誉毀損で損害賠償請求されている当該事案はスラップ訴訟であるとし、①本件での表現行為がSNSという双方向性の言論空間での一断面であるという性質、②他人のツイート行為を単純にリツイートしたに過ぎない点、③ツイート内容それ自体も橋下が大阪府知事時代に発生した大阪府職員の在職死亡事案を素材とした客観的事実を根拠とする意見の表明であり、④それに関する幾多の先行報道も存在し、⑤岩上氏自身もそれを当然の前提としていたこと等を一切無視したものであるとし、実際に岩上がリツイート行為を行ったことによる橋下の損害など何ら発生しておらず、その立証もない中で、橋下の損害を認容したものであるとして控訴する方針を明らかにした[7]。
  - 2020年6月23日、控訴審判が大阪高裁であり、西川知一郎裁判長は岩上に33万円の支払いを命じた一審・大阪地裁判決を支持し、岩上側の控訴を棄却した。高裁判決は、コメントなくリツイートする行為について、元ツイートに社会的評価を低下させる内容が含まれる場合、リツイートによって自身のフォロワーに元ツイートの内容が表示されると指摘。リツイートの経緯や意図、目的を問わず、名誉毀損による不法行為責任を負うとの判断を示した。その上で、今回の元ツイートが真実とする証拠はなく、当時18万人のフォロワーがいた岩上のリツイートは「橋下氏の社会的評価を低下させた」とした昨年9月の一審判決を踏襲した[8]。

## 著作

### 単著
- 『あらかじめ裏切られた革命』講談社、1996年6月。ISBN 4-06-205076-5。
  - 『あらかじめ裏切られた革命』講談社文庫、2000年10月。ISBN 4-06-264986-1。 - 年表あり。
- 『百人百話 第1集　故郷にとどまる故郷を離れるそれぞれの選択』三一書房、2012年3月。ISBN 978-4-380-12000-8。
- 『百人百話 第2集　時は、残酷なまでに立ち止まろうとはしない。』三一書房、2014年4月。ISBN 978-4-380-14002-0。

### 共著
- 松原隆一郎 共著『娼婦とマフィアのペレストロイカ　マルクスの国の闇経済』JICC出版局〈JICCブックレット Acute〉、1990年6月。ISBN 4-88063-947-8。
- 岩上安身 ほか『ソ連と呼ばれた国に生きて』JICC出版局、1992年10月。ISBN 4-7966-0399-9。 - 付：ソ連・略年表。
- 岩上安身 著「「怪文書」の筆者は誰か？」、宝島30編集部 編『オウム真理教＝サリン事件怪文書　戦後最大の事件の謎が、ここに隠されている』宝島社〈別冊宝島〉、1995年8月。ISBN 4-7966-0990-3。
- 岩上安身と明日の住まい研究会『「都心マンション」成功する選び方』小学館文庫、2001年4月。ISBN 4-09-417601-2。
- 「少子高齢化・人口減少問題のもたらす影響と対策」『21世紀の家族と法　小野幸二教授古稀記念論集』法学書院、2007年3月。ISBN 978-4-587-03427-6。 - 英語併載。
- 岩上安身 述「リアルタイムメディアが拓くジャーナリズムの新たな可能性」『リアルタイムメディアが動かす社会　市民運動・世論形成・ジャーナリズムの新たな地平』東京書籍、2011年9月。ISBN 978-4-487-80584-6。 - 共著者：八木啓代・常岡浩介・上杉隆・すがやみつる・渋井哲也・郷原信郎・津田大介。
- 『米国が隠す日本の真実　戦後日本の知られざる暗部を明かす』詩想社、2015年11月。- 共著者：植草一秀・川内博史・木村朗
- 梓澤和幸、澤藤統一郎 共著『前夜　日本国憲法と自民党改憲案を読み解く』現代書館、2013年12月。ISBN 978-4-7684-5723-8。増補改訂版2015年12月

### 編著
- 『医者が金持ちになる本当の理由』岩上安身 責任編集、メディアワークス(出版) 主婦の友社(発売)〈オルタブックス 7〉、1998年1月。ISBN 4-07-307856-9。

## 出演

### テレビ番組
- 2000年10月から2011年6月までフジテレビ『情報プレゼンター とくダネ!』レギュラーコメンテーター（木曜日担当から一時期月曜日に移ったが、木曜日に戻り、最後は隔週金曜日）。降板理由は岩上のツイッターによると「TPP（環太平洋パートナーシップ協定）を番組内で批判したため」と主張している。
- FNNスーパーニュースアンカー（関西テレビ） - 金曜コメンテーター（ - 2007年9月28日）
- ニッポン・ダンディ（TOKYO MX） - ダンディ（コメンテーター）（2012年10月 - 2014年3月）
- 情報満載ライブショー モーニングバード!（テレビ朝日） - 火曜コメンテーター（2014年4月1日 -2015年3月24日 ）

### ラジオ番組
- 夕やけ寺ちゃん 活動中（文化放送） - 月曜コメンテーター（2010年10月 - 2013年3月 ）
- OH! HAPPY MORNING（ジャパンエフエムネットワーク） - 木曜コメンテーター（2011年10月 - ）